# Гриценко Творій Михайлович
Творій Михайлович Гриценко (нар. 16 квітня 1927-10 липня 1980) доктор хімічних наук, старший науковий співробітник. Відомий вчений у галузі еластомерних, волокно- та плівкотвірних поліуретанів.

## Біографія
Творій Михайлович Гриценко народився 16 квітня 1927 р. у м. Куп'янськ Харківської обл. Шкільне навчання розпочав у м. Кривий Ріг, а закінчив у м. Хабаровськ (Росія) В 1944 р. Цього ж року вступив до Московського інституту тонкої хімічної технології імені М .Ю. Ломоносова, де навчався на факультеті основного органічного синтезу, який закінчив у 1949 р. Згодом навчався в аспірантурі Науково-дослідного фізико-хімічного інституту імені П. Я. Карпова (М. Москва) та працював там само на посадах молодшого наукового співробітника та ученого секретаря інституту. Кандидатом хімічних наук стає у 1953 р. З 1958 до 1965 р. працював на посадах старшого наукового співробітника та керівника лабораторії у Науково-Дослідному інституті синтетичних смол (м. Володимир, Росія). У 1965 р. переїздить до м. Києва, де за конкурсом, працює на посадах старшого наукового співробітника та завідувача відділу еластомерів, який згодом був перейменований у відділ поліконденсації Інституту хімії високомолекулярних сполук АН УРСР. Наукове звання старшого наукового співробітника за спеціальністю «хімія високомолекулярних сполук» йому присвоюється у 1966 р.
Т. М. Гриценко у 1974 р. призначається на посаду заступника директора інституту з наукової роботи, яку обіймав ДО 1980 р.

## Науковий доробок
Т. М. Гриценко був вченим-хіміком у галузі високомолекулярних сполук, зокрема хімії та фізико-хімії еластомерних, волокно- та плівкотвірних поліуретанів. Проведені дослідження кополімерів поліуретанового і інших рядів були спрямовані на розвиток уявлень про вплив міжмолеку-
лярних взаємодій і їх розподілу на властивості лінійних полімерів. На встановлення впливу умов проведення реакцій поліконденсації, різних
за активністю функціональних груп і стехіометрії вихідних компонентів на мікроструктуру ланцюгів полімерів тощо. Велика увага приділялась Т. М. Гриценком питанням, пов'язаним із практичним використанням полімерів, які були отримані в сфері досліджень. Зокрема, використанню їх в галузі медицини як полімерні волокна, що розсмоктуються у живому організмі, а також в області отримання синтетичної шкіри як плівкові покриття, що наносяться на текстильні матеріали безрозчинними методами та ін. Нагороджений державними медалями.

## Основні наукові публікації
Т. М. Гриценко — автор близько 100 наукових праць і авторських свідоцтв СРСР на винаходи.
- 1. Гриценко Т. М. О замене концевых групп олигомеров. //Синтез и физикохимия полимеров. — 1970. — М 6. — С. 5.
- 2. Гриценко Т.М Об основах синтеза и регулирования структуры и свойств полиуретановых эластопластов. // Синтез и физикохимия полимеров. — 1970. — № 7. — С. 5.
- 3. Гриценко Т. М., Попов И. А. Линейные волокнообразующие полиуретаны — гомополимеры и блок-сополимеры.// Успехи химии полиуретанов. -'Киев. Наук. думка, 1972. — С. 81.
- 4. Gritsenko, T. M. (1975). On the Microstructure of Copolymer Chains Obtained by the Linear Heterocopolycondensation Process. Journal of Macromolecular Science—Chemistry, 9(3), 357—371.
- 5. Gritsenko, T. M., Popov, I. A., Kravchenko, A. L., Pavlov, V. I., Pasechnik, Y. V., Vilenskii, V. A., & Svyatenko, G. P. (1972). The nature of the glycol compounds as a factor in the properties of polyurethane fibres. Fibre Chemistry, 3(1), 88-90.
- 6. Khranovskii, V. A., Kutsenko, O. M., Gritsenko, T. M., Stepanenko, L. V., & Nedashkovskaya, N. S. (1980). Hydrogen bond and IR spectra of polyurethanes. Journal of Applied Spectroscopy, 33(3), 961—966.